# Florian Alexandru-Zorn

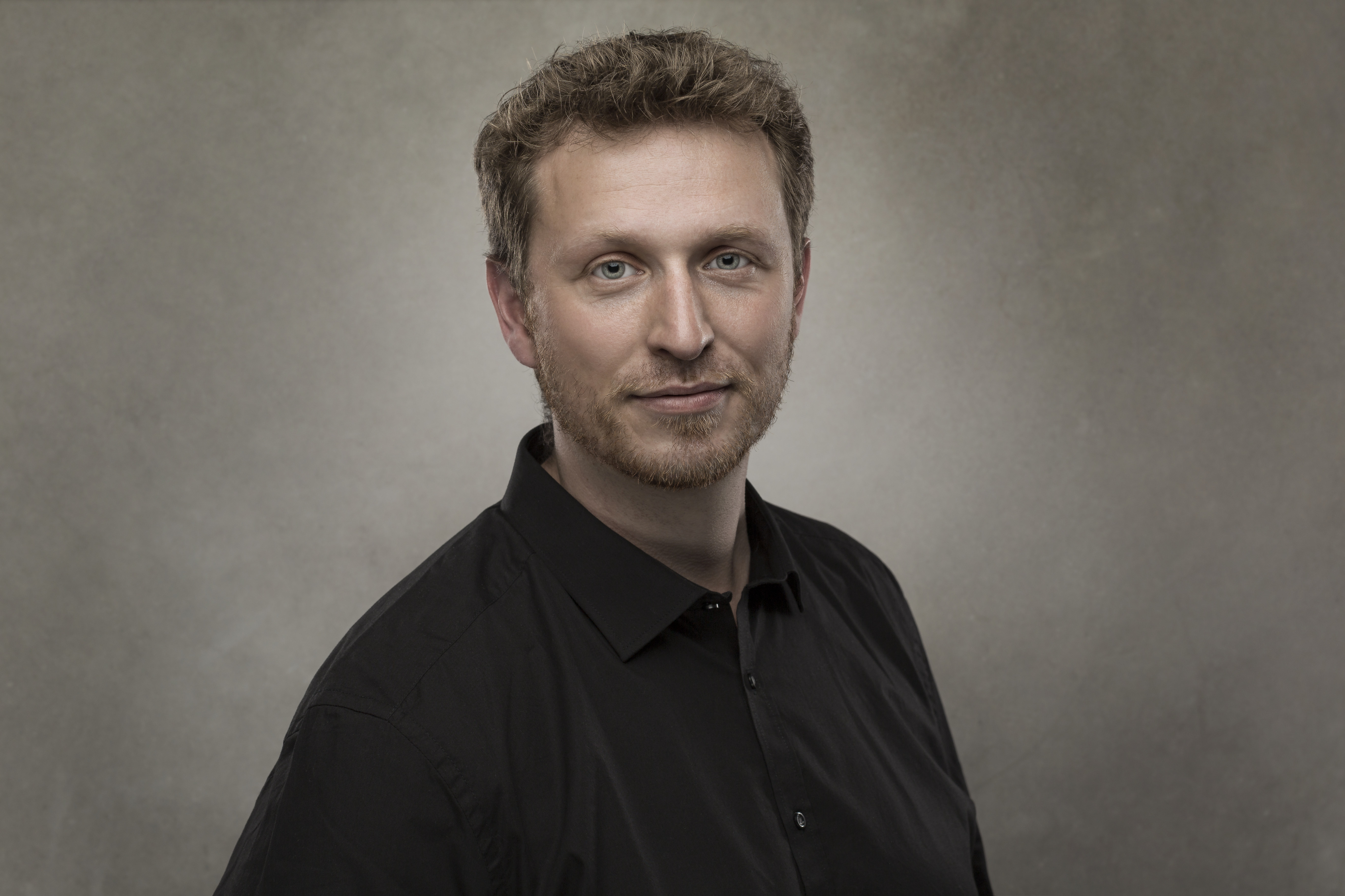
Florian Alexandru-Zorn

Florian Alexandru-Zorn (* 22. August 1984 in Grünstadt) ist Mitgründer und leitender Geschäftsführer des Ed-Tech Startups OnlineLessons.tv GmbH, Dozent für Schlagzeug an der Popakademie Baden-Württemberg, Autor, Schlagzeuger, sowie Mitglied der Expertengruppe des Bundes für Digitale Bildungsnetze. 

## Leben
Alexandru-Zorn studierte an der Musikhochschule Mannheim Jazz und Popularmusik im Hauptfach Schlagzeug. Noch während des Studiums veröffentlichte Alexandru-Zorn sein erstes Buch Die Kunst des Besenspiels. Durch dieses Buch erlangte er international Bekanntheit und er erhielt Aufträge als Dozent auf dem Gebiet des Besenspiels. Ab 2011 war er für das Schlagzeug-Fachmagazin Modern Drummer als Autor tätig. U.a. auf der PASIC, dem Montreal Drumfestival und dem Chengdu Drumfestival führte er mehrere Clinictouren durch. Es folgten weitere Buch- und DVD-Veröffentlichungen in den darauffolgenden Jahren, jeweils durch den Alfred Verlag.
2014 gründete Alexandru-Zorn zusammen mit seinem Geschäftspartner Marco Besler das Ed-Tech Startup OnlineLesons.tv GmbH. Dieses Unternehmen erstellt mediale Inhalte im musikedukativen Bereich und ist offizieller Kooperationspartner der Popakademie Baden-Württemberg.
Alexandru-Zorns Fokus liegt neben seiner Lehr- und Autorentätigkeit auf der Weiterentwicklung und Nutzung digitaler Lehrinhalte sowie auf der Beratung von Dozenten und Unternehmen im Bereich von Smart Learning Technologies.